# Temporada 2024 de F1 Academy
La temporada 2024 de F1 Academy fue la segunda temporada de dicha competición. Comenzó el 8 de marzo en Yeda y finalizó 8 de diciembre en Yas Marina.

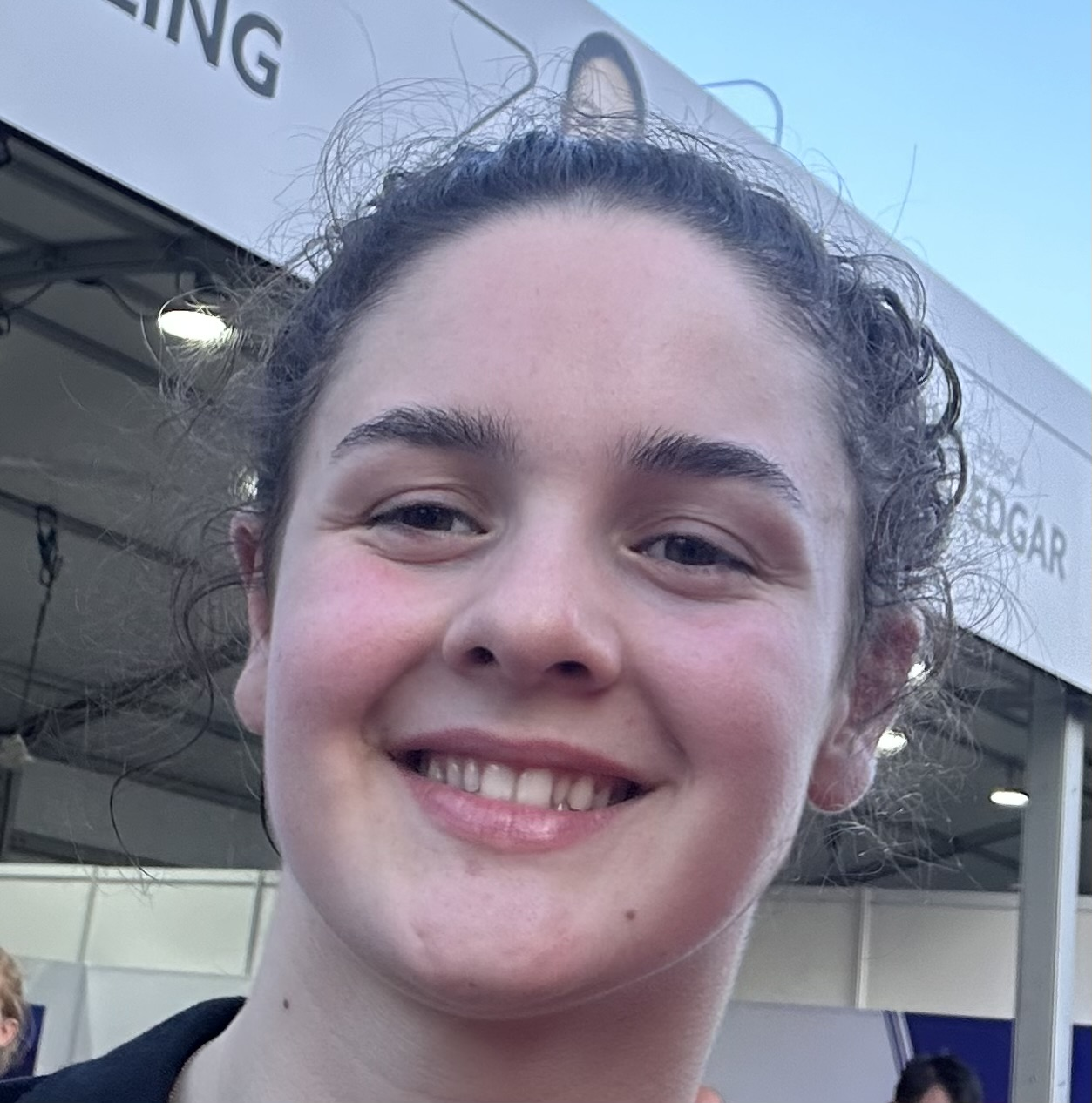
Abbi Pulling fue la ganadora de la segunda edición de la F1 Academy.

La británica Abbi Pulling fue la campeona de esta edición.

## Escuderías y pilotos
| Escudería        | N.º | Piloto            | Rondas |
| ---------------- | --- | ----------------- | ------ |
| Rodin Motorsport | 3   | Lola Lovinfosse   | Todas  |
| Rodin Motorsport | 9   | Abbi Pulling      | Todas  |
| Rodin Motorsport | 17  | Jessica Edgar     | Todas  |
| MP Motorsport    | 7   | Emely de Heus     | Todas  |
| MP Motorsport    | 8   | Hamda Al Qubaisi  | Todas  |
| MP Motorsport    | 88  | Amna Al Qubaisi   | Todas  |
| Campos Racing    | 14  | Chloe Chambers    | Todas  |
| Campos Racing    | 15  | Carrie Schreiner  | Todas  |
| Campos Racing    | 30  | Nerea Martí       | Todas  |
| ART Grand Prix   | 16  | Bianca Bustamante | Todas  |
| ART Grand Prix   | 22  | Aurelia Nobels    | Todas  |
| ART Grand Prix   | 57  | Lia Block         | Todas  |
| Prema Racing     | 19  | Tina Hausmann     | Todas  |
| Prema Racing     | 28  | Doriane Pin       | Todas  |
| Prema Racing     | 64  | Maya Weug         | Todas  |
| Wild cards       |     |                   |        |
| Prema Racing     | 4   | Nina Gademan      | 4      |
| Prema Racing     | 5   | Ella Lloyd        | 5      |
| Prema Racing     | 6   | Alisha Palmowski  | 6      |
| Prema Racing     | 18  | Reema Juffali     | 1      |
| Prema Racing     | 54  | Logan Hannah      | 7      |
| Prema Racing     | 77  | Courtney Crone    | 2      |

## Calendario
| Ronda   | Ronda | Circuito                                        | Fecha            |
| ------- | ----- | ----------------------------------------------- | ---------------- |
| 1       | C1    | Circuito de la Corniche de Yeda, Yeda           | 8 de marzo       |
| 1       | C2    | Circuito de la Corniche de Yeda, Yeda           | 9 de marzo       |
| 2       | C1    | Autódromo Internacional de Miami, Miami Gardens | 4 de mayo        |
| 2       | C2    | Autódromo Internacional de Miami, Miami Gardens | 5 de mayo        |
| 3       | C1    | Circuito de Barcelona-Cataluña, Montmeló        | 22 de junio      |
| 3       | C2    | Circuito de Barcelona-Cataluña, Montmeló        | 23 de junio      |
| 4       | C1    | Circuito de Zandvoort, Zandvoort                | 25 de agosto     |
| 4       | C2    | Circuito de Zandvoort, Zandvoort                | 25 de agosto     |
| 5       | C1    | Circuito callejero de Marina Bay, Marina Bay    | 21 de septiembre |
| 5       | C2    | Circuito callejero de Marina Bay, Marina Bay    | 22 de septiembre |
| 6       | C1    | Circuito Internacional de Losail, Lusail        | 30 de noviembre  |
| 6       | C2    | Circuito Internacional de Losail, Lusail        | 1 de diciembre   |
| 7       | C1    | Circuito de Yas Marina, Isla Yas                | 7 de diciembre   |
| 7       | C2    | Circuito de Yas Marina, Isla Yas                | 7 de diciembre   |
| 7       | C3    | Circuito de Yas Marina, Isla Yas                | 8 de diciembre   |
| Fuente: |       |                                                 |                  |

## Resultados
| Ronda | Ronda | Ronda      | Pole Position | Vuelta rápida     | Piloto ganadora   | Escudería ganadora |
| ----- | ----- | ---------- | ------------- | ----------------- | ----------------- | ------------------ |
| 1     | C1    | Yeda       | Doriane Pin   | Abbi Pulling      | Doriane Pin       | Prema Racing       |
| 1     | C2    | Yeda       | Doriane Pin   | Doriane Pin       | Abbi Pulling      | Rodin Motorsport   |
| 2     | C1    | Miami      | Abbi Pulling  | Bianca Bustamante | Abbi Pulling      | Rodin Motorsport   |
| 2     | C2    | Miami      | Abbi Pulling  | Abbi Pulling      | Abbi Pulling      | Rodin Motorsport   |
| 3     | C1    | Barcelona  | Abbi Pulling  | Abbi Pulling      | Abbi Pulling      | Rodin Motorsport   |
| 3     | C2    | Barcelona  | Abbi Pulling  | Chloe Chambers    | Chloe Chambers    | Campos Racing      |
| 4     | C1    | Zandvoort  | Abbi Pulling  | Abbi Pulling      | Abbi Pulling      | Rodin Motorsport   |
| 4     | C2    | Zandvoort  | Doriane Pin   | Doriane Pin       | Doriane Pin       | Prema Racing       |
| 5     | C1    | Marina Bay | Abbi Pulling  | Doriane Pin       | Abbi Pulling      | Rodin Motorsport   |
| 5     | C2    | Marina Bay | Abbi Pulling  | Abbi Pulling      | Abbi Pulling      | Rodin Motorsport   |
| 6     | C1    | Lusail     | Doriane Pin   | Doriane Pin       | Doriane Pin       | Prema Racing       |
| 6     | C2    | Lusail     | Doriane Pin   | Carrera cancelada | Carrera cancelada | Carrera cancelada  |
| 7     | C1    | Yas Marina | Abbi Pulling  | Abbi Pulling      | Abbi Pulling      | Rodin Motorsport   |
| 7     | C2    | Yas Marina | Abbi Pulling  | Chloe Chambers    | Abbi Pulling      | Rodin Motorsport   |
| 7     | C3    | Yas Marina | Abbi Pulling  | Maya Weug         | Maya Weug         | Prema Racing       |

## Clasificaciones

### Sistema de puntuación
| Posición | 1.º | 2.º | 3.º | 4.º | 5.º | 6.º | 7.º | 8.º | 9.º | 10.º | Pole | VR |
| Puntos   | 25  | 18  | 15  | 12  | 10  | 8   | 6   | 4   | 2   | 1    | 2    | 1  |

### Campeonato de Pilotos
| Pos. | Piloto            | YED | YED | MIA | MIA | BAR | BAR | ZAN | ZAN | SIN | SIN | LUS | LUS | YMC | YMC | YMC | Puntos |
| ---- | ----------------- | --- | --- | --- | --- | --- | --- | --- | --- | --- | --- | --- | --- | --- | --- | --- | ------ |
| 1    | Abbi Pulling      | 2   | 1   | 1   | 1   | 1   | 2   | 1   | 3   | 1   | 1   | 2   | C   | 1   | 1   | 2   | 338    |
| 2    | Doriane Pin       | 1   | 9   | 2   | 3   | 7   | 5   | 5   | 1   | 3   | 3   | 1   | C   | 3   | 4   | 5   | 217    |
| 3    | Maya Weug         | 3   | 2   | 6   | 5   | Ret | 13  | 3   | 2   | 2   | 2   | 3   | C   | 7   | 5   | 1   | 177    |
| 4    | Nerea Martí       | 14† | 3   | 4   | 7   | 2   | 4   | 2   | 8   | 7   | 5   | 8   | C   | 6   | 6   | 3   | 136    |
| 5    | Hamda Al Qubaisi  | 9   | 5   | 5   | 6   | 5   | 3   | 8   | 4   | 6   | 6   | 4   | C   | 2   | 3   | 10  | 133    |
| 6    | Chloe Chambers    | 4   | 10  | 3   | 4   | 3   | 1   | 6   | 12  | 5   | 8   | 11  | C   | 11  | 2   | 16  | 122    |
| 7    | Bianca Bustamante | 5   | 6   | 9   | 2   | 4   | 7   | 14  | 11  | 16  | 14  | 16  | C   | 5   | 7   | 14  | 73     |
| 8    | Lia Block         | 16† | 11  | 15  | 10  | 10  | 6   | 9   | 15  | 4   | 4   | 6   | C   | 12  | 12  | 15  | 44     |
| 9    | Carrie Schreiner  | 10  | 7   | 12  | 9   | 12  | 11  | 10  | 6   | 8   | 9   | 12  | C   | 9   | Ret | 6   | 34     |
| 10   | Tina Hausmann     | 6   | 13  | Ret | Ret | 9   | 8   | 11  | 9   | 10  | 16  | 15  | C   | 15  | 9   | 4   | 31     |
| 11   | Emely de Heus     | 12  | 12  | 11  | 12  | 6   | 10  | 15  | 13  | 15  | 10  | 10  | C   | 4   | 8   | 9   | 29     |
| 12   | Aurelia Nobels    | 7   | Ret | 13  | 13  | 13  | 14  | 7   | 5   | 14  | 12  | 9   | C   | 10  | 11  | 8   | 29     |
| 13   | Jessica Edgar     | 15  | 4   | 7   | 14  | 8   | 15  | 12  | 16  | 13  | 15  | 7   | C   | 16  | Ret | 12  | 28     |
| 14   | Lola Lovinfosse   | 8   | Ret | 10  | 15  | 11  | 9   | 13  | 7   | 11  | 13  | 14  | C   | 13  | Ret | 7   | 19     |
| 15   | Amna Al Qubaisi   | 13  | 8   | 8   | 8   | Ret | 12  | 16  | 14  | 12  | 11  | 13  | C   | 8   | 13  | 13  | 16     |
| 16   | Nina Gademan      |     |     |     |     |     |     | 4   | 10  |     |     |     |     |     |     |     | 13     |
| 17   | Alisha Palmowski  |     |     |     |     |     |     |     |     |     |     | 5   | C   |     |     |     | 10     |
| 18   | Ella Lloyd        |     |     |     |     |     |     |     |     | 9   | 7   |     |     |     |     |     | 8      |
| 19   | Logan Hannah      |     |     |     |     |     |     |     |     |     |     |     |     | 14  | 10  | 11  | 1      |
| 20   | Courtney Crone    |     |     | 14  | 11  |     |     |     |     |     |     |     |     |     |     |     | 0      |
| 21   | Reema Juffali     | 11  | Ret |     |     |     |     |     |     |     |     |     |     |     |     |     | 0      |
| Pos. | Piloto            | YED | YED | MIA | MIA | BAR | BAR | ZAN | ZAN | SIN | SIN | LUS | LUS | YMC | YMC | YMC | Puntos |

| Color     | Resultado                                                               |
| --------- | ----------------------------------------------------------------------- |
| Oro       | Ganador                                                                 |
| Plata     | 2.ª plaza                                                               |
| Bronce    | 3.ª plaza                                                               |
| Verde     | Finalizó en los puntos                                                  |
| Azul      | Finalizó sin puntos                                                     |
| Azul      | NC - No clasificado                                                     |
| Violeta   | Ret - No terminó (Carrera)                                              |
| Rojo      | DNQ - No se clasificó                                                   |
| Negro     | DSQ - Descalificado                                                     |
| Blanco    | DNS - No empezó (carrera)                                               |
| Blanco    | WD - Retirado (fin de semana)                                           |
| Blanco    | C - Carrera cancelada                                                   |
| Sin color | DNP - Inscrito pero no participó                                        |
| Sin color | INJ - Lesionado                                                         |
| Sin color | EX - Excluido                                                           |
| Estado    | Resultado                                                               |
| Negrita   | Pole position                                                           |
| Cursiva   | Vuelta rápida                                                           |
| †         | Abandona, pero clasifica al completar el porcentaje requerido para ello |

### Campeonato de Escuderías
| Pos. | Escudería        | YED | YED | MIA | MIA | BAR | BAR | ZAN | ZAN | SIN | SIN | LUS | LUS | YMC | YMC | YMC | Puntos |
| ---- | ---------------- | --- | --- | --- | --- | --- | --- | --- | --- | --- | --- | --- | --- | --- | --- | --- | ------ |
| 1    | Prema Racing     | 1   | 2   | 2   | 3   | 7   | 5   | 3   | 1   | 2   | 2   | 1   | C   | 3   | 4   | 1   | 423    |
| 1    | Prema Racing     | 3   | 9   | 6   | 5   | 9   | 8   | 5   | 2   | 3   | 3   | 3   | C   | 7   | 5   | 4   | 423    |
| 1    | Prema Racing     | 6   | 13  | Ret | Ret | Ret | 13  | 11  | 9   | 10  | 16  | 15  | C   | 15  | 9   | 6   | 423    |
| 2    | Rodin Motorsport | 2   | 1   | 1   | 1   | 1   | 2   | 1   | 3   | 1   | 1   | 2   | C   | 1   | 1   | 2   | 393    |
| 2    | Rodin Motorsport | 8   | 4   | 7   | 14  | 8   | 9   | 12  | 7   | 11  | 13  | 7   | C   | 13  | Ret | 5   | 393    |
| 2    | Rodin Motorsport | 15  | Ret | 10  | 15  | 11  | 15  | 13  | 16  | 13  | 15  | 14  | C   | 16  | Ret | 8   | 393    |
| 3    | Campos Racing    | 4   | 3   | 3   | 4   | 2   | 1   | 2   | 6   | 5   | 5   | 8   | C   | 6   | 2   | 3   | 290    |
| 3    | Campos Racing    | 10  | 7   | 4   | 7   | 3   | 4   | 6   | 8   | 7   | 8   | 11  | C   | 9   | 6   | 7   | 290    |
| 3    | Campos Racing    | 14† | 10  | 12  | 9   | 12  | 11  | 10  | 12  | 8   | 9   | 12  | C   | 11  | Ret | 16  | 290    |
| 4    | MP Motorsport    | 9   | 5   | 5   | 6   | 5   | 3   | 8   | 4   | 6   | 6   | 4   | C   | 2   | 3   | 10  | 176    |
| 4    | MP Motorsport    | 12  | 8   | 8   | 8   | 6   | 10  | 15  | 13  | 12  | 10  | 10  | C   | 4   | 8   | 11  | 176    |
| 4    | MP Motorsport    | 13  | 12  | 11  | 12  | Ret | 12  | 16  | 14  | 15  | 11  | 13  | C   | 8   | 13  | 13  | 176    |
| 5    | ART Grand Prix   | 5   | 6   | 9   | 2   | 4   | 6   | 7   | 5   | 4   | 4   | 6   | C   | 5   | 7   | 9   | 144    |
| 5    | ART Grand Prix   | 7   | 11  | 13  | 10  | 10  | 7   | 9   | 11  | 14  | 12  | 9   | C   | 10  | 11  | 14  | 144    |
| 5    | ART Grand Prix   | 16† | Ret | 15  | 13  | 13  | 14  | 14  | 15  | 16  | 14  | 16  | C   | 12  | 12  | 15  | 144    |
| Pos. | Escudería        | YED | YED | MIA | MIA | BAR | BAR | ZAN | ZAN | SIN | SIN | LUS | LUS | YMC | YMC | YMC | Puntos |

| Color     | Resultado                                                               |
| --------- | ----------------------------------------------------------------------- |
| Oro       | Ganador                                                                 |
| Plata     | 2.ª plaza                                                               |
| Bronce    | 3.ª plaza                                                               |
| Verde     | Finalizó en los puntos                                                  |
| Azul      | Finalizó sin puntos                                                     |
| Azul      | NC - No clasificado                                                     |
| Violeta   | Ret - No terminó (Carrera)                                              |
| Rojo      | DNQ - No se clasificó                                                   |
| Negro     | DSQ - Descalificado                                                     |
| Blanco    | DNS - No empezó (carrera)                                               |
| Blanco    | WD - Retirado (fin de semana)                                           |
| Blanco    | C - Carrera cancelada                                                   |
| Sin color | DNP - Inscrito pero no participó                                        |
| Sin color | INJ - Lesionado                                                         |
| Sin color | EX - Excluido                                                           |
| Estado    | Resultado                                                               |
| Negrita   | Pole position                                                           |
| Cursiva   | Vuelta rápida                                                           |
| †         | Abandona, pero clasifica al completar el porcentaje requerido para ello |